# ماربوز (أين)
ماربوز (بالفرنسية: Marboz)‏ هي بلدية فرنسية تقع في إقليم الأين في فرنسا. رمز إنسي لها هو:1232. أما الرمز البريدي لها فهو: 1851.